# Jocs Olímpics d'Hivern de 1944
Els Jocs Olímpics d'Hivern de 1944, oficialment Jocs de la V Olimpíada, foren els Jocs que s'havien de disputar a la ciutat de Cortina d'Ampezzo (Itàlia) el febrer de 1944. Els Jocs, però, es van cancel·lar a conseqüència de l'esclat de la Segona Guerra Mundial.

## Antecedents
En la 38a Sessió del Comitè Olímpic Internacional, celebrada el 9 de juny de 1939 a Londres (Regne Unit), es va escollir la ciutat de Cortina d'Ampezzo com a seu dels Jocs Olímpics d'hivern de 1944.
| Ciutat            | Comitè olímpic | Ronda 1 | Ronda 2 |
| Cortina d'Ampezzo | Itàlia         | 16      | 16      |
| Mont-real         | Canadà         | 11      | 12      |
| Oslo              | Noruega        | 7       | 2       |